# Liste der Lieder von Sopor Aeternus
Diese Liste enthält die Lieder der deutschen Band Sopor Aeternus.

## Liederliste
Die Liste enthält die Lieder der folgenden Alben komplett:
- A Triptychon of Ghosts (Part One) - A Strange Thing to Say
- A Triptychon of Ghosts (Part Two) - Have You Seen This Ghost?
- A Triptychon of Ghosts (Part Three) - Children of the Corn
- Dead Lovers' Sarabande (Face One)
- Dead Lovers' Sarabande (Face Two)
- Es Reiten die Toten so Schnell (or: the Vampyre Sucking at His Own Vein)
- Ich Töte Mich Jedesmal aufs Neue, doch Ich Bin Unsterblich, und Ich Erstehe Wieder auf; in Einer Vision des Untergangs…
- La Chambre d'Echo - Where the Dead Birds Sing
- Les Fleurs du Mal - Die Blumen des Bösen
- Poetica - All Beauty Sleeps
- Songs from the Inverted Womb
- The Inexperienced Spiral Traveller
- Todeswunsch - Sous le Soleil de Saturne

### #
| Titel                                                                      | Jahr | Medium | Werk                   |
| -------------------------------------------------------------------------- | ---- | ------ | ---------------------- |
| 20,000 Leagues under the SEA (or: The History of Steampunk ... - abridged) | 2010 | CD     | A Strange Thing to Say |

### A
| Titel                                       | Jahr | Medium | Werk                              |
| ------------------------------------------- | ---- | ------ | --------------------------------- |
| A Dream Within A Dream                      | 2013 | CD     | Poetica                           |
| A little Bar of Soap                        | 2007 | CD     | Les Fleurs du Mal                 |
| A Strange Thing to Say                      | 2010 | CD     | A Strange Thing to Say            |
| Abschied                                    | 1999 | CD     | Dead Lovers' Sarabande (Face Two) |
| Across the Bridge                           | 1999 | CD     | Dead Lovers' Sarabande (Face One) |
| All good Things are Eleven                  | 1999 | CD     | Dead Lovers' Sarabande (Face One) |
| Alone (1)                                   | 2013 | CD     | Poetica                           |
| Alone (2)                                   | 2013 | CD     | Poetica                           |
| Always within the Hour                      | 2007 | CD     | Les Fleurs du Mal                 |
| ...And Bringer of Sadness                   | 2000 | CD     | Songs from the Inverted Womb      |
| Angel of the Golden Fountain                | 2011 | CD     | Have You Seen This Ghost?         |
| Architecture (all that's erected are walls) | 2007 | CD     | Les Fleurs du Mal                 |
| At the Stroke of Midnight Gently            | 2011 | CD     | Have You Seen This Ghost?         |

### B
| Titel                       | Jahr                      | Medium | Werk                                                                        |
| --------------------------- | ------------------------- | ------ | --------------------------------------------------------------------------- |
| Backbone Practise           | 2004                      | CD     | La Chambre D'Echo                                                           |
| Baptisma                    | 2003                      | CD     | Es reiten die Toten so schnell... (or: the Vampyre sucking at his own Vein) |
| Baptisma                    | 1999 / 2004 / 2008        | CD     | Ich töte mich... (nur auf Re-Releases als Bonustracks)                      |
| Baptisma                    | 1989                      | Tape   | Es reiten die Toten so schnell...                                           |
| Beautiful Thorn             | 2003                      | CD     | Es reiten die Toten so schnell... (or: the Vampyre sucking at his own Vein) |
| Beautiful Thorn             | 1999 / 2004 / 2008        | CD     | Ich töte mich... (nur auf Re-Releases als Bonustracks)                      |
| Beautiful Thorn             | 1989                      | Tape   | Es reiten die Toten so schnell...                                           |
| Beyond the Wall of Sleep    | 2004                      | CD     | La Chambre D'Echo                                                           |
| Birth - Fiendish Figuration | 2003                      | CD     | Es reiten die Toten so schnell... (or: the Vampyre sucking at his own Vein) |
| Birth - Fiendish Figuration | 1994 / 1999 / 2004 / 2008 | CD     | Ich töte mich...                                                            |
| Bis zum Hahnenschrei        | 2011                      | CD     | Children of the Corn                                                        |
| Bitter Sweet                | 2007                      | CD     | Les Fleurs du Mal                                                           |

### C
| Titel                                                     | Jahr | Medium | Werk                                    |
| --------------------------------------------------------- | ---- | ------ | --------------------------------------- |
| C'ayllagher a Dom'bhrail                                  | 1997 | CD     | The Inexperienced Spiral Traveller      |
| Cage within a Cage... (...within a Cage within a Cage...) | 1995 | CD     | Todeswunsch - Sous le soleil de Saturne |
| Children of the Corn                                      | 2011 | CD     | Children of the Corn                    |
| Consolatrix Has Left the Building                         | 2004 | CD     | La Chambre D'Echo                       |
| Cornflowers                                               | 2011 | CD     | Children of the Corn                    |
| Cornucopia d'Amour                                        | 2011 | CD     | Have You Seen This Ghost?               |

### D
| Titel                                                                                                   | Jahr               | Medium | Werk                                                                        |
| --- | ------------------ | ------ | --------------------------------------------------------------------------- |
| Daffodils                                                                                               | 1999               | CD     | Dead Lovers' Sarabande (Face Two)                                           |
| Dark Delight                                                                                            | 2003               | CD     | Es reiten die Toten so schnell... (or: the Vampyre sucking at his own Vein) |
| Dark Delight                                                                                            | 1999 / 2004 / 2008 | CD     | Ich töte mich... (nur auf Re-Releases als Bonustracks)                      |
| Day of the Dead                                                                                         | 2004               | CD     | La Chambre D'Echo                                                           |
| Dead Souls                                                                                              | 2003               | CD     | Es reiten die Toten so schnell... (or: the Vampyre sucking at his own Vein) |
| Dead Souls                                                                                              | 1989               | Tape   | Es reiten die Toten so schnell...                                           |
| Die Bruderschaft des Schmerzes (Die Unbegreiflichkeit des Dunklen Pfades, den die Kinder Saturns gehen) | 1995               | CD     | Todeswunsch - Sous le soleil de Saturne                                     |
| Die Knochenblume                                                                                        | 1999               | CD     | Dead Lovers' Sarabande (Face One)                                           |
| Die Toten Kehren Wieder Mit dem Wind                                                                    | 1997               | CD     | The Inexperienced Spiral Traveller                                          |
| Die Widerspenstigkeit Unerwünschter Gedanken                                                            | 1997               | CD     | The Inexperienced Spiral Traveller                                          |
| Do you know about the Water of Life ?                                                                   | 2000               | CD     | Songs from the Inverted Womb                                                |
| Do you know my Name ?                                                                                   | 1994               | CD     | Ich töte mich...                                                            |
| Drama der Geschlechtslosigkeit (part 1)                                                                 | 1995               | CD     | Todeswunsch - Sous le soleil de Saturne                                     |
| Drama der Geschlechtslosigkeit (part 2)                                                                 | 1995               | CD     | Todeswunsch - Sous le soleil de Saturne                                     |
| Dreamland                                                                                               | 2013               | CD     | Poetica                                                                     |

### E
| Titel                                            | Jahr | Medium | Werk                               |
| ------------------------------------------------ | ---- | ------ | ---------------------------------- |
| Ein freundliches Wort hat meine Seele berührt    | 1997 | CD     | The Inexperienced Spiral Traveller |
| Ein gütiges Lächeln auf den Gesichtern der Toten | 1997 | CD     | The Inexperienced Spiral Traveller |
| Eldorado                                         | 2013 | CD     | Poetica                            |
| Eldorado                                         | 2000 | CD     | Songs from the Inverted Womb       |

### F
| Titel                                       | Jahr | Medium | Werk                                    |
| ------------------------------------------- | ---- | ------ | --------------------------------------- |
| Falling into different Flesh                | 1994 | CD     | Ich töte mich...                        |
| Feed the Birds                              | 2004 | CD     | La Chambre D'Echo                       |
| Flesh Crucifix (Suffering from Objectivity) | 1995 | CD     | Todeswunsch - Sous le soleil de Saturne |
| Freitod-Phantasien                          | 1995 | CD     | Todeswunsch - Sous le soleil de Saturne |

### G
| Titel                              | Jahr | Medium | Werk                              |
| ---------------------------------- | ---- | ------ | --------------------------------- |
| Gebet: an die glücklichen Eroberer | 1999 | CD     | Dead Lovers' Sarabande (Face One) |

### H
| Titel                                  | Jahr               | Medium | Werk                                                                        |
| -------------------------------------- | ------------------ | ------ | --------------------------------------------------------------------------- |
| Hades "Pluton"                         | 1999               | CD     | Dead Lovers' Sarabande (Face One)                                           |
| Harvest Moon                           | 2011               | CD     | Children of the Corn                                                        |
| Has he come to test me?                | 1999               | CD     | Dead Lovers' Sarabande (Face Two)                                           |
| Hearse-shaped Basins of Darkest Matter | 2004               | CD     | La Chambre D'Echo                                                           |
| Hello                                  | 2011               | CD     | Have You Seen This Ghost?                                                   |
| Helvetia Sexualis                      | 2007               | CD     | Les Fleurs du Mal                                                           |
| Holding Out for a Hero                 | 2011               | CD     | Have You Seen This Ghost?                                                   |
| Holy Water Moonlight                   | 2003               | CD     | Es reiten die Toten so schnell... (or: the Vampyre sucking at his own Vein) |
| Holy Water Moonlight                   | 1999 / 2004 / 2008 | CD     | Ich töte mich... (nur auf Re-Releases als Bonustracks)                      |

### I
| Titel                                         | Jahr | Medium | Werk                                                                        |
| --------------------------------------------- | ---- | ------ | --------------------------------------------------------------------------- |
| I Don't Believe in Ghosts                     | 2011 | CD     | Have You Seen This Ghost?                                                   |
| I Fell for One (who loved me not)             | 2011 | CD     | Have You Seen This Ghost?                                                   |
| Ich wollte hinaus in den Garten               | 1999 | CD     | Dead Lovers' Sarabande (Face One)                                           |
| Idleness & Consequence                        | 2004 | CD     | La Chambre D'Echo                                                           |
| If Loneliness was all                         | 1999 | CD     | Dead Lovers' Sarabande (Face Two)                                           |
| Im Garten des Nichts                          | 1994 | CD     | Ich töte mich...                                                            |
| Imhotep (Schwarzer Drache mischt einen Sturm) | 2004 | CD     | La Chambre D'Echo                                                           |
| In der Palästra                               | 2007 | CD     | Les Fleurs du Mal                                                           |
| Infant                                        | 2003 | CD     | Es reiten die Toten so schnell... (or: the Vampyre sucking at his own Vein) |
| Inschrift/Epitaph                             | 1999 | CD     | Dead Lovers' Sarabande (Face One)                                           |
| Interlude - The Quiet Earth                   | 2004 | CD     | La Chambre D'Echo                                                           |
| It Is Safe to Sleep Alone                     | 2011 | CD     | Have You Seen This Ghost?                                                   |

### J
| Titel                      | Jahr | Medium | Werk                                    |
| -------------------------- | ---- | ------ | --------------------------------------- |
| Just a Song without a Name | 1995 | CD     | Todeswunsch - Sous le soleil de Saturne |

### K
| Titel | Jahr | Medium | Werk |
| ----- | ---- | ------ | ---- |

### L
| Titel                            | Jahr | Medium | Werk                                    |
| -------------------------------- | ---- | ------ | --------------------------------------- |
| La Mort d'Arthur                 | 2007 | CD     | Les Fleurs du Mal                       |
| Lament/Totenklage                | 1999 | CD     | Dead Lovers' Sarabande (Face One)       |
| Le Théâtre de la Blessure sacrée | 1995 | CD     | Todeswunsch - Sous le soleil de Saturne |
| Leeches & Deception              | 2004 | CD     | La Chambre D'Echo                       |
| Les Fleurs Du Mal                | 2007 | CD     | Les Fleurs du Mal                       |
| Little velveteen Knight          | 2000 | CD     | Songs from the Inverted Womb            |

### M
| Titel                       | Jahr | Medium | Werk                               |
| --------------------------- | ---- | ------ | ---------------------------------- |
| May I Kiss Your Wound?      | 2000 | CD     | Songs from the Inverted Womb       |
| May I Kiss Your Wound?      | 1997 | CD     | The Inexperienced Spiral Traveller |
| Memalon                     | 1997 | CD     | The Inexperienced Spiral Traveller |
| Memories Are Haunted Places | 1997 | CD     | The Inexperienced Spiral Traveller |

### N
| Titel                   | Jahr | Medium | Werk                                    |
| ----------------------- | ---- | ------ | --------------------------------------- |
| Never Trust the Obvious | 1997 | CD     | The Inexperienced Spiral Traveller      |
| Night of the Scarecrow  | 2011 | CD     | Children of the Corn                    |
| No-one is there         | 1999 | CD     | Dead Lovers' Sarabande (Face Two)       |
| Not dead but dying      | 1995 | CD     | Todeswunsch - Sous le soleil de Saturne |

### O
| Titel                            | Jahr | Medium | Werk                                                                        |
| -------------------------------- | ---- | ------ | --------------------------------------------------------------------------- |
| Oh, Chimney Sweep                | 2010 | CD     | A Strange Thing to Say                                                      |
| One Day My Prince Will Come      | 2011 | CD     | Have You Seen This Ghost?                                                   |
| Omen Sinsitrum                   | 2003 | CD     | Es reiten die Toten so schnell... (or: the Vampyre sucking at his own Vein) |
| Omen Sinsitrum                   | 1989 | Tape   | Es reiten die Toten so schnell...                                           |
| On Satur(n)days we used to sleep | 1999 | CD     | Dead Lovers' Sarabande (Face One)                                           |
| Only the Dead in the Mist        | 1995 | CD     | Todeswunsch - Sous le soleil de Saturne                                     |
| Our Lady of the Broken Hearts    | 2007 | CD     | Les Fleurs du Mal                                                           |

### P
| Titel                      | Jahr               | Medium | Werk                                                                        |
| -------------------------- | ------------------ | ------ | --------------------------------------------------------------------------- |
| Penance & Pain             | 2003               | CD     | Es reiten die Toten so schnell... (or: the Vampyre sucking at his own Vein) |
| Penance & Pain             | 1999 / 2004 / 2008 | CD     | Ich töte mich... (nur auf Re-Releases als Bonustracks)                      |
| Polishing Silver           | 2010               | CD     | A Strange Thing to Say                                                      |
| Powder                     | 2011               | CD     | Have You Seen This Ghost?                                                   |
| Procession / Funeral March | 1999               | CD     | Dead Lovers' Sarabande (Face Two)                                           |

### Q
| Titel                    | Jahr | Medium | Werk                               |
| ------------------------ | ---- | ------ | ---------------------------------- |
| Question(s) Beyond Terms | 1997 | CD     | The Inexperienced Spiral Traveller |

### R
| Titel                                           | Jahr | Medium | Werk                                                                        |
| ----------------------------------------------- | ---- | ------ | --------------------------------------------------------------------------- |
| Reprise (auf Originalalbum von 1989 ohne Namen) | 2003 | CD     | Es reiten die Toten so schnell... (or: the Vampyre sucking at his own Vein) |
| Reprise (auf Originalalbum von 1989 ohne Namen) | 1989 | Tape   | Es reiten die Toten so schnell...                                           |
| Résumé...                                       | 2000 | CD     | Songs from the Inverted Womb                                                |

### S
| Titel                                                                                   | Jahr | Medium | Werk                                                                        |
| --------------------------------------------------------------------------------------- | ---- | ------ | --------------------------------------------------------------------------- |
| Saltatio Crudelitatis (Tanz der Grausamkeit)                                            | 1995 | CD     | Todeswunsch - Sous le soleil de Saturne                                     |
| Saturn devouring his Children                                                           | 2000 | CD     | Songs from the Inverted Womb                                                |
| Saturn-Impressionen                                                                     | 1995 | CD     | Todeswunsch - Sous le soleil de Saturne                                     |
| Shadowsphere (The Monologue-World and the subconscious Symbols): part one               | 1995 | CD     | Todeswunsch - Sous le soleil de Saturne                                     |
| Shadowsphere (The Monologue-World and the subconscious Symbols): part two               | 1995 | CD     | Todeswunsch - Sous le soleil de Saturne                                     |
| Shave, if you love me                                                                   | 2007 | CD     | Les Fleurs du Mal                                                           |
| Sieh', mein Geliebter, hier hab' ich Gift                                               | 1999 | CD     | Dead Lovers' Sarabande (Face One)                                           |
| Some Men are like Chocolate                                                             | 2007 | CD     | Les Fleurs du Mal                                                           |
| Something Wicked this Way comes...                                                      | 2000 | CD     | Songs from the Inverted Womb                                                |
| Somnabulist's secret Bardo-Life (Does the Increase of Pain invite the Absence of Time?) | 1995 | CD     | Todeswunsch - Sous le soleil de Saturne                                     |
| Sopor Fratrem Mortis Est                                                                | 2003 | CD     | Es reiten die Toten so schnell... (or: the Vampyre sucking at his own Vein) |
| Sopor Fratrem Mortis Est                                                                | 1989 | Tape   | Es reiten die Toten so schnell...                                           |
| Soror Sui Excidium (Geliebte Schwester Selbstzerstörung)                                | 1995 | CD     | Todeswunsch - Sous le soleil de Saturne                                     |
| Stains of You                                                                           | 2010 | CD     | A Strange Thing to Say                                                      |
| Stake of my Soul                                                                        | 2003 | CD     | Es reiten die Toten so schnell... (or: the Vampyre sucking at his own Vein) |
| Stake of my Soul                                                                        | 1989 | Tape   | Es reiten die Toten so schnell...                                           |
| Starlight Seen Through Veils of Tears                                                   | 2011 | CD     | Have You Seen This Ghost?                                                   |
| Sylla'boreal (Embracing The Dead Prior To The Service)                                  | 1997 | CD     | The Inexperienced Spiral Traveller                                          |
| Synchronicity (to Saturn: Orion)                                                        | 1997 | CD     | The Inexperienced Spiral Traveller                                          |

### T
| Titel                                           | Jahr               | Medium | Werk                                                                        |
| ----------------------------------------------- | ------------------ | ------ | --------------------------------------------------------------------------- |
| Tales from the inverted Womb                    | 2000               | CD     | Songs from the Inverted Womb                                                |
| Tanz der Grausamkeit                            | 1994               | CD     | Ich töte mich...                                                            |
| The City In The Sea                             | 2013               | CD     | Poetica                                                                     |
| The Conqueror Worm                              | 2013               | CD     | Poetica                                                                     |
| The Curse of the Mummy                          | 2011               | CD     | Children of the Corn                                                        |
| The Devil's Instrument                          | 1995               | CD     | Todeswunsch - Sous le soleil de Saturne                                     |
| The Dog Burial                                  | 1999               | CD     | Dead Lovers' Sarabande (Face Two)                                           |
| The Dreadful Mirror                             | 2003               | CD     | Es reiten die Toten so schnell... (or: the Vampyre sucking at his own Vein) |
| The Encoded Cloister                            | 2004               | CD     | La Chambre D'Echo                                                           |
| The Feast of Blood                              | 2003               | CD     | Es reiten die Toten so schnell... (or: the Vampyre sucking at his own Vein) |
| The Feast of Blood                              | 1999 / 2004 / 2008 | CD     | Ich töte mich... (nur auf Re-Releases als Bonustracks)                      |
| The Feast of Blood                              | 1989               | Tape   | Es reiten die Toten so schnell...                                           |
| The Haunted Palace                              | 2013               | CD     | Poetica                                                                     |
| The Hourglass                                   | 1999               | CD     | Dead Lovers' Sarabande (Face Two)                                           |
| The Hours of Sadness                            | 2011               | CD     | Have You Seen This Ghost?                                                   |
| The House is empty now                          | 1999               | CD     | Dead Lovers' Sarabande (Face Two)                                           |
| The Inexperienced Spiral Traveller (a fragment) | 1997               | CD     | The Inexperienced Spiral Traveller                                          |
| The Lion's Promise                              | 2004               | CD     | La Chambre D'Echo                                                           |
| The Oblong Box (1)                              | 2013               | CD     | Poetica                                                                     |
| The Oblong Box (2)                              | 2013               | CD     | Poetica                                                                     |
| The Simple Joys of Maidenhood                   | 2007               | CD     | Les Fleurs du Mal                                                           |
| The Skeletal Garden                             | 2004               | CD     | La Chambre D'Echo                                                           |
| The Sleeper                                     | 2013               | CD     | Poetica                                                                     |
| The Sleeper                                     | 1999               | CD     | Dead Lovers' Sarabande (Face One)                                           |
| The Urine Song                                  | 2010               | CD     | A Strange Thing to Say                                                      |
| The Virgin Queen                                | 2007               | CD     | Les Fleurs du Mal                                                           |
| There was a Country by the Sea                  | 2000               | CD     | Songs from the Inverted Womb                                                |
| This profane Finality                           | 1995               | CD     | Todeswunsch - Sous le soleil de Saturne                                     |
| Time stands still... (...but stops for no-one)  | 1994               | CD     | Ich töte mich...                                                            |
| To a Loyal Friend                               | 1997               | CD     | The Inexperienced Spiral Traveller                                          |
| To walk behind the Rows                         | 2011               | CD     | Children of the Corn                                                        |
| Todeswunsch                                     | 1995               | CD     | Todeswunsch - Sous le soleil de Saturne                                     |
| Totenlicht (Infant In The Face Of Time)         | 1997               | CD     | The Inexperienced Spiral Traveller                                          |
| Totes Kind / Little dead Boy                    | 2000               | CD     | Songs from the Inverted Womb                                                |
| Transfiguration                                 | 1999               | CD     | Dead Lovers' Sarabande (Face Two)                                           |
| Travel on Breath (the Breath of the World)      | 1994               | CD     | Ich töte mich...                                                            |

### U
| Titel          | Jahr | Medium | Werk                                                                        |
| -------------- | ---- | ------ | --------------------------------------------------------------------------- |
| Über den Fluss | 2003 | CD     | Es reiten die Toten so schnell... (or: the Vampyre sucking at his own Vein) |

### V
| Titel                                     | Jahr | Medium | Werk                              |
| ----------------------------------------- | ---- | ------ | --------------------------------- |
| Va(r)nitas, vanitas... (...omnia vanitas) | 1999 | CD     | Dead Lovers' Sarabande (Face Two) |

### W
| Titel                          | Jahr | Medium | Werk                      |
| ------------------------------ | ---- | ------ | ------------------------- |
| We Have a Dog to Exercise      | 2004 | CD     | La Chambre D'Echo         |
| Where the Ancient Laurel Grows | 2011 | CD     | Have You Seen This Ghost? |

### Z
| Titel | Jahr | Medium | Werk |
| ----- | ---- | ------ | ---- |

## Quelle
- Sopor Aeternus: Discography